# تیونینگ

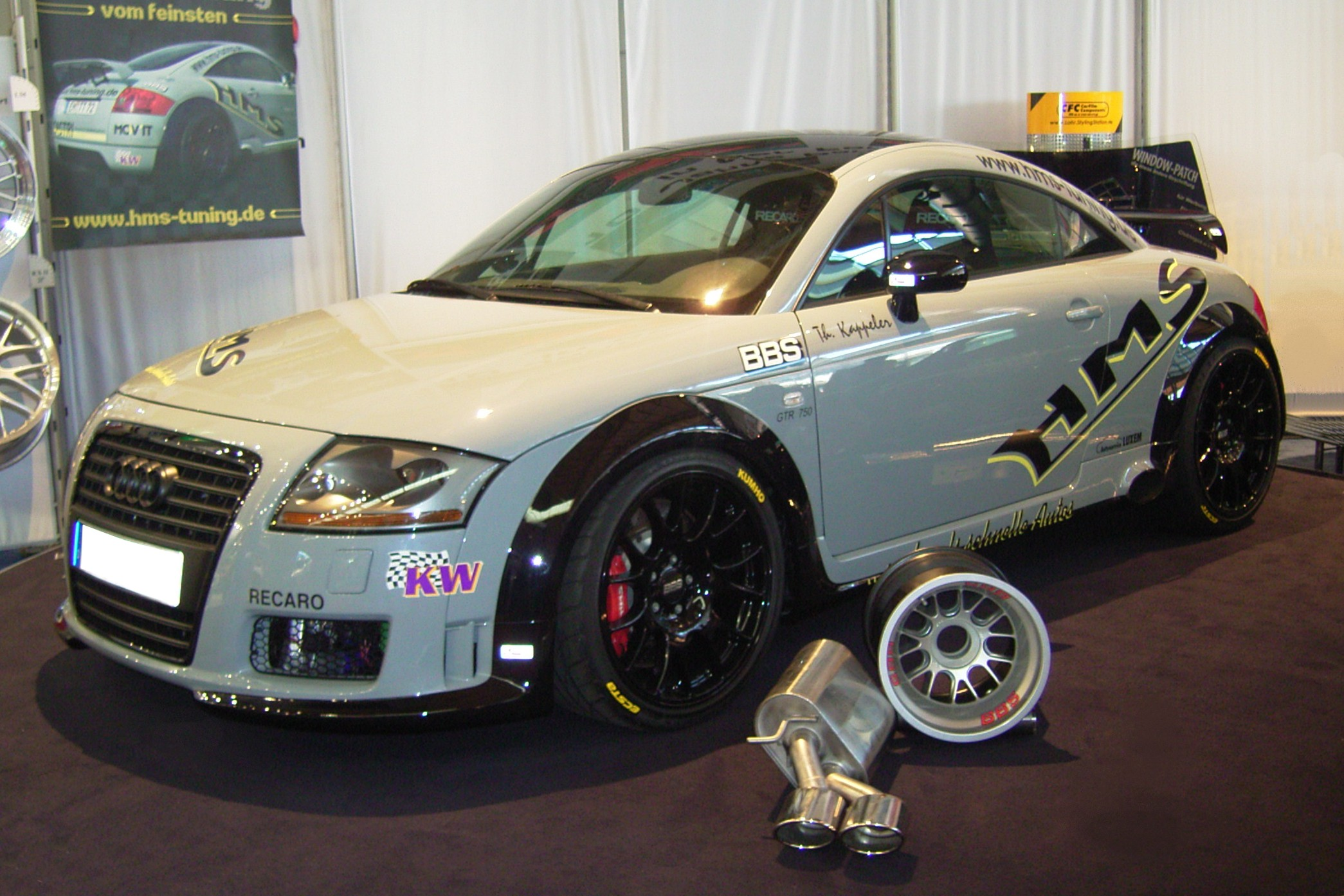
یک آئودی TT تیون شده.

تیونینگ (به انگلیسی Tuning) در لغت به معنای تنظیم است. کاربرد این لغت در بحث مکانیک به معنای تنظیم بالانس تونینگ و بالانس برای رسیدن به بهترین عملکرد است. به‌طور خلاصه تیونینگ خودرو به معنای ارتقا مشخصات فنی و ظاهری یک خودرو است.
پیشینه تیونینگ را می‌توان در اواسط قرن بیستم میلادی یعنی حدود نیم قرن قبل جستجو کرد. اگر چه از همان ابتدای تولید خودروها و وسایل نقلیه چهار چرخی که مبتنی بر نیروی موتورهای احتراقی طراحی شده بودند، تیونینگ این وسایل نقلیه توسط مهندسان انجام می‌شد، اما تیونینگ به عنوان یک واژه مستقل و یک عملیات یا کار حرفه‌ای در دهه ۶۰ میلادی بود که باب شد.

در آن زمان بیش از آن که تغییر شکل ظاهری خودروها یا به اصطلاح تیونینگ بدنه آنها باب شود، تغییر در توان موتور و مشخصات فنی خودروها بود که گسترش یافت. در واقع پیش از آن که مهندسان کاربلد یا تکنسین‌های ماهر به تیونینگ بدنه خودرو بپردازند، به تیونینگ اجزای داخلی و مشخصات فنی خودروها روی آوردند. عملی که تحت عنوان تیون آپ نیز شناخته می‌شود.
اما به تدریج تیونینگ خودرو از یک عمل فردی و غیر استاندارد به یک کار جمعی و برنامه‌ریزی شده تبدیل شد. به عبارت بهتر با رواج یافتن بحث تیونینگ در بین خودرو دوستان، بسیاری از شرکت‌های فعال در صنعت تولید خودرو اقدام به تأسیس شرکت‌های جانبی متمرکز بر امر تیونینگ نمودند. به این ترتیب بحث حفظ ایمنی خودرو و سرنشینان آن در حین عملیات تیونینگ به شکل جدی‌تری توسط مهندسان حرفه ای دنبال شد. چرا که تا پیش از آن معمولاً صاحبان خودرو خود اقدام به طراحی قطعات جدید و قدرتمند برای خودرو‌ها یا ارتقا توان فنی قطعات آنها می‌نمودند. امری که گاه خطرات متعددی را در حین راندن خودروهای ارتقا یافته و تیون آپ شده برای رانندگان ایجاد می‌کرد.
در حال حاضر نیز عملیات تیونینگ خودروها توسط مراکز معتبر انجام این کار صورت می‌گیرد. در واقع هم‌اکنون شرکت‌های مختلف و ریز و درشتی وجود دارند که تمرکز اصلی آنها روی عمل تیونینگ خودروهای گوناگون قرار گرفته‌است.
نمایشگاه و بازار قطعات یدکی، لوازم جانبی و قطعات بخصوص وسایل نقلیه موتوری و تحت عنوان (SEMA) که همه ساله در هفته اول ماه نوامبر در شهر لاس وگاس برگزار می‌شود بزرگترین رویداد برای وسایل نقلیه تیونینگ شده و شرکت‌های تیونر است.